# Підлиманська сільська рада
Підлима́нська сільська́ ра́да — адміністративно-територіальна одиниця та орган місцевого самоврядування в Борівському районі Харківської області. Адміністративний центр — село Підлиман.

## Загальні відомості
- Підлиманська сільська рада утворена 2 березня 1943 року.
- Територія ради: 50,308 км²
- Населення ради: 1 564 особи (станом на 2001 рік)
- Водоймища на території, підпорядкованій даній раді: Оскільське водосховище, річка Солона.

## Населені пункти
Сільській раді підпорядковані населені пункти:
- с. Підлиман
- с. Нижня Журавка

## Склад ради
Рада складається з 16 депутатів та голови.
- Голова ради: Калінін Олександр Васильович
- Секретар ради: Савіна Олена Анатоліївна

### Керівний склад попередніх скликань
| Прізвище, ім'я, по батькові   | Основні відомості                                                         | Дата обрання | Дата звільнення |
| ----------------------------- | ------------------------------------------------------------------------- | ------------ | --------------- |
| Сидоренко Валеріан Васильович | Сільський голова, 1954 року народження, безпартійний                      | 26.03.2006   | 31.10.2010      |
| Калінін Олександр Васильович  | Сільський голова, 1962 року народження, освіта вища, член Партії регіонів | 31.10.2010   |                 |

Примітка: таблиця складена за даними сайту Верховної Ради України

### Депутати
За результатами місцевих виборів 2010 року депутатами ради стали:

#### За суб'єктами висування
| Суб'єкт висування | Кількість обраних депутатів | %    |
| ----------------- | --------------------------- | ---- |
| Партія регіонів   | 15                          | 93,8 |
| Самовисування     | 1                           | 6,3  |

#### За округами
| № округу        | Прізвище, ім'я, по батькові     | Дата визнання обраним | Освіта             | Партійна приналежність | Відомості про обраного депутата                                                                                                |
| --------------- | ------------------------------- | --------------------- | ------------------ | ---------------------- | --- |
| Партія регіонів |                                 |                       |                    |                        | |
| 1               | Шинкаренко Юрій Григорович      | 03.11.2010            | вища               | член Партії регіонів   | Головне управління охорони, використання та відтворення водних ресурсів в Харківській області, держав-ний інспектор            |
| 2               | Савіна Олена Анатоліївна        | 03.11.2010            | вища               | член Партії регіонів   | Підлиманська загальноосвітня школа, заступник директора школи з виховної роботи                                                |
| 3               | Труш Юлія Григорівна            | 03.11.2010            | середня спеціальна | член Партії регіонів   | Підлиманський будинок культури, директор                                                                                       |
| 4               | Романенко Людмила Едуардівна    | 03.11.2010            | середня спеціальна | член Партії регіонів   | Підлиманська сільська рада, спеціаліст ІІ категорії                                                                            |
| 5               | Григоренко Валентина Миколаївна | 03.11.2010            | вища               | член Партії регіонів   | Підлиманський дитячий дошкуль-ний заклад, завідувачка                                                                          |
| 6               | Романенко Ігор Олександрович    | 03.11.2010            | середня спеціальна | член Партії регіонів   | Приватна агрофірма "Джерело", інженер                                                                                          |
| 8               | Синицька Зоя Іванівна           | 03.11.2010            | середня            | член Партії регіонів   | фермерське господарство «Моно-літ», завідувачка тваринницької ферми                                                            |
| 9               | Синицький Юрій Михайлович       | 03.11.2010            | середня спеціальна | член Партії регіонів   | фермерське господарство «Моно-літ», бригадир тракторної бригади                                                                |
| 10              | Рожкова Наталія Григорівна      | 03.11.2010            | середня            | член Партії регіонів   | Підлиманська сільська рада, головний бухгалтер                                                                                 |
| 11              | Гоман Станіслав Олександрович   | 03.11.2010            | середня            | член Партії регіонів   | приватний підприємець |
| 12              | Севостянова Алла Олексіївна     | 03.11.2010            | середня спеціальна | член Партії регіонів   | Борівський територіальний центр по обслуговуванню інвалідів, одиноких та престарілих, заступник відділення соціальної допомоги |
| 13              | Ревякін Володимир Вікторович    | 03.11.2010            | вища               | член Партії регіонів   | Харківське обленерго, Борівське відділення райенергозбуту, майстер виробни-чої дільниці                                        |
| 14              | Павленко Андрій Олександрович   | 03.11.2010            | середня спеціальна | член Партії регіонів   | База відпочинку «Хімік», директор                                                                                              |
| 15              | Павленко Ірина Анатоліївна      | 03.11.2010            | вища               | член Партії регіонів   | Підлиманська загальноосвітня школа, вчитель початкових класів                                                                  |
| 16              | Носата Зінаїда Віталіївна       | 03.11.2010            | середня спеціальна | член Партії регіонів   | Підлиманська сільська рада, землевпорядник                                                                                     |
| Самовисування   |                                 |                       |                    |                        | |
| 7               | Шевченко Віталій Григорович     | 03.11.2010            | середня спеціальна | позапартійний          | Борівське лісництво, майстер лісу                                                                                              |